# Guðmundur Halldórsson
Guðmundur Halldórsson (* 24. Februar 1926; † 13. Juni 1991) war ein isländischer Schriftsteller.

## Leben
Guðmundur wurde als Sohn eines Bauern geboren und ging auf eine Internats-Fortbildungsschule. Bis 1963 war er auf dem Bauernhof seiner Eltern in Svartárdalur tätig. Später arbeitete er im Brücken- und Hausbau sowie als Maschinist und lebte dann in Sauðárkrókur.
Er verfasste Erzählungen und schrieb einen Roman. Darüber hinaus veröffentlichte er Artikel in Zeitschriften und Zeitungen.